# Frits Eijken
Frits Evert Eijken (30 de junio de 1893-6 de junio de 1978) fue un deportista neerlandés que compitió en remo. Ganó una medalla de oro en el Campeonato Europeo de Remo de 1921, en la prueba de scull individual.

## Palmarés internacional
| Campeonato Europeo | Campeonato Europeo       | Campeonato Europeo | Campeonato Europeo |
| Año                | Lugar                    | Medalla            | Prueba             |
| ------------------ | ------------------------ | ------------------ | ------------------ |
| 1921               | Ámsterdam (Países Bajos) | Medalla de oro     | Scull individual   |